# Троянские астероиды

Точки Лагранжа

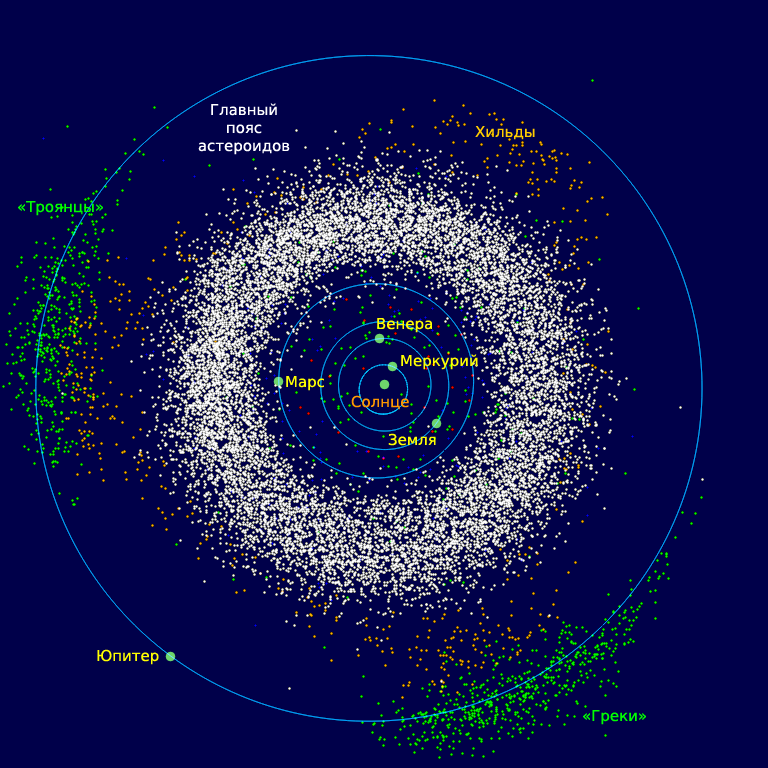
Главный пояс астероидов (белый цвет) и троянские астероиды (зелёный цвет)

Троянские астероиды — группы астероидов, находящихся в окрестностях точек Лагранжа L4 и L5, и, следовательно, в орбитальном резонансе 1:1 любых планет или их спутников.
Впервые астероиды такого типа были обнаружены у Юпитера. Эти астероиды называют по именам персонажей Троянской войны, описанных в Илиаде.
Кроме троянцев Юпитера известны троянцы у других планет: 9 у Марса, 28 у Нептуна, один у Урана и два у Земли. Известен также временный троянский астероид у Венеры. Кроме того, два спутника Сатурна — Тефия и Диона — в свою очередь имеют по два троянских спутника. На орбите самого же Сатурна троянских астероидов долгое время не удавалось обнаружить: численные эксперименты показывали, что точки Лагранжа на орбите Сатурна неустойчивы на временах менее 10 миллионов лет — по-видимому, из-за влияния Юпитера. Однако в 2024 году было подтверждено, что объект 2019 UO14 является первым и пока единственным известным троянским астероидом Сатурна.
К февралю 2020 в Солнечной системе открыто 7681 таких астероидов, из которых 7642 — на орбите Юпитера.
NASA планирует исследовать троянцев с помощью АМС Люси (название — по самке австралопитека Люси), запуск которой успешно состоялся 16 октября 2021 года. Пролёт через главный пояс астероидов намечен на 2025 год. С 2027 года по 2033 год «Люси» исследует 6 троянских астероидов Юпитера. Миссию планируется вооружить новыми версиями инструментов Ralph и LORRI, использовавшихся в аппарате «Новые горизонты» при исследовании Плутона, и учесть опыт работы прибора OTES из начавшейся миссии к околоземному астероиду (101955) Бенну «OSIRIS-REx».

## История
В 1772 году Жозеф Луи Лагранж, исследуя ограниченную задачу трёх тел, открыл пять точек, в которых тело может при определённых условиях оставаться неподвижным в системе отсчета, которая вращается вместе с двумя другими телами (то есть в которой они неподвижны). Эти точки были названы точками Лагранжа, и две из них оказались точками устойчивого равновесия: L4 и L5. Таким образом, была предсказана возможность нахождения в этих точках маломассивных объектов.
Эта гипотеза была подтверждена на практике в 1906 году, когда немецкий астроном Макс Вольф открыл астероид (588) Ахиллес. Сложилась традиция называть такие астероиды именами героев Троянской войны, а сам класс объектов — троянскими астероидами. В точке L4 объекты стали называть в честь греков, а в L5 — в честь защитников Трои, но есть и два исключения: (617) Патрокл находится в лагере троянцев, а (624) Гектор — в лагере греков.